# 步高里

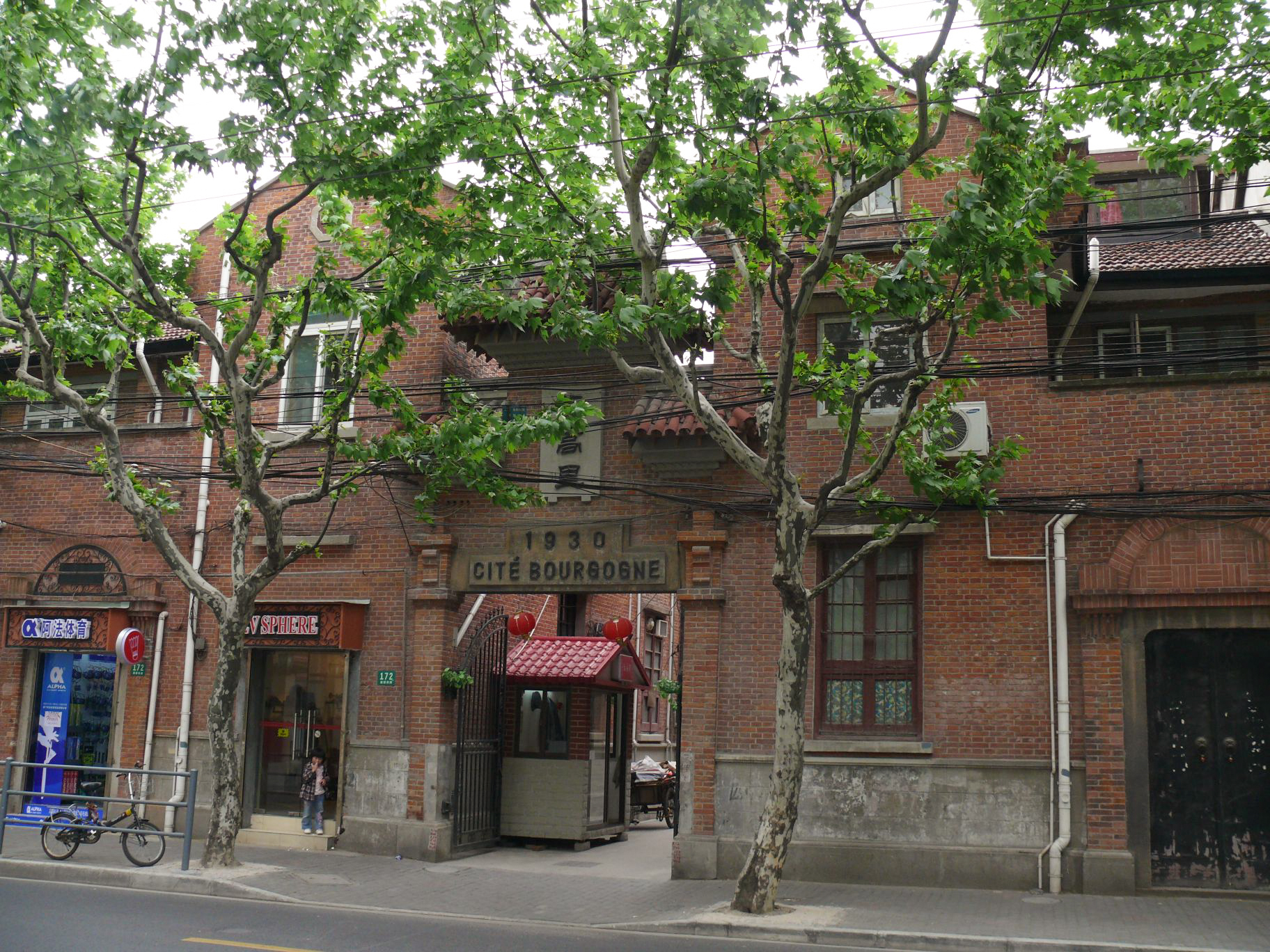
南面的牌楼

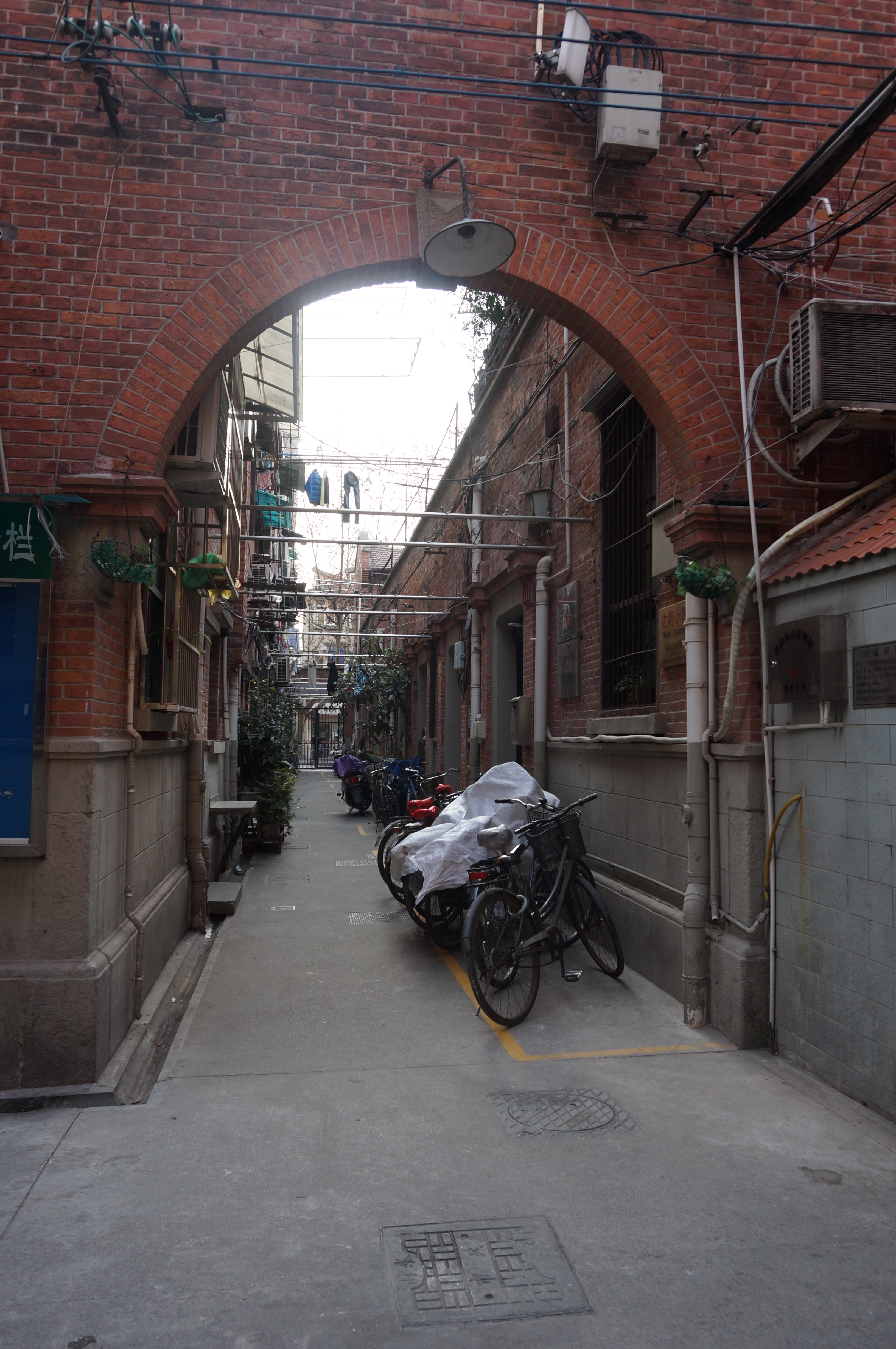
弄内的一条支弄

步高里（法語：Cité Bourgogne）是位于中国上海黄浦区的一片旧式石库门住宅群，昔日法租界亚尔培路和福履理路交界处，是上海非常少见的整组建筑保存较完整的里弄住宅。 1930年由法商投资，中國建業地產公司設計并施工。步高里有两中国古典牌楼，为其特色之一。步高里法文名称得名于法国的勃艮第地区。
作家巴金曾居住在步高里52号，并在这里创作了《海的梦》等作品。1989年9月，步高里被列为第一批上海市优秀近代建筑和上海市文物保护单位。

## 建筑特色
步高里建筑面积10004平方米，共有78幢两层砖木结构房屋，外墙用红砖铺设。内有一条宽约2.5米的总弄、多条支弄。从总弄走进后，一开始为坐北朝南的房屋4排，但到了第四条支弄时，朝向发生了变化，变成了坐西朝东的两排建筑。支弄弄堂口均有半圆拱形顶。步高里南面与西面均有过街楼。

### 石库门特征
步高里是十分典型的老式石库门里弄住宅，其空间构成上中心轴的设计与中国传统住宅相吻合，但把西洋元素应用在了局部处理上。故而步高里是中西折衷的石库门里弄。但是步高里的屋顶与其它石库门并不相同。其内位于西面与南面的屋顶就风格各异。西面屋顶以水泥封顶，呈“人”字形，并连着小“八”字，正中设有一扇半圆形水泥封边小窗。南面屋顶用倾斜等宽九级阶梯支撑小“八”字处，斜向看类似“搓衣板”，正中设有一扇正八边形小窗。

### 牌楼
步高里在西面与南面各有一个牌楼，风格各不相同，尤以西面牌楼最为壮观。西面牌楼中间有一大型拱门，两旁各辅以一个小型拱门。中国式的屋顶朝外一面向上翘起。屋顶下方的水泥仿石圆圈内有“1930”的字样，圆圈的下方是步高里的法语以及中文名称。“步高里”三字横书，并配以白色菱形花纹背景。
南面的牌坊左右都为店铺。其屋顶铺清水红色竹筒砖瓦，结构呈“品”字形，最上一层长约3米，下方两层约1.5米。屋顶下方有阶梯支撑，最后还有砖色浪线的装饰。用隶书书写的“步高里”3个黑字位于最高层屋顶的下方，“1930”与法语名称位于中文的下面，皆以水泥仿石作为背景。

## 图片集

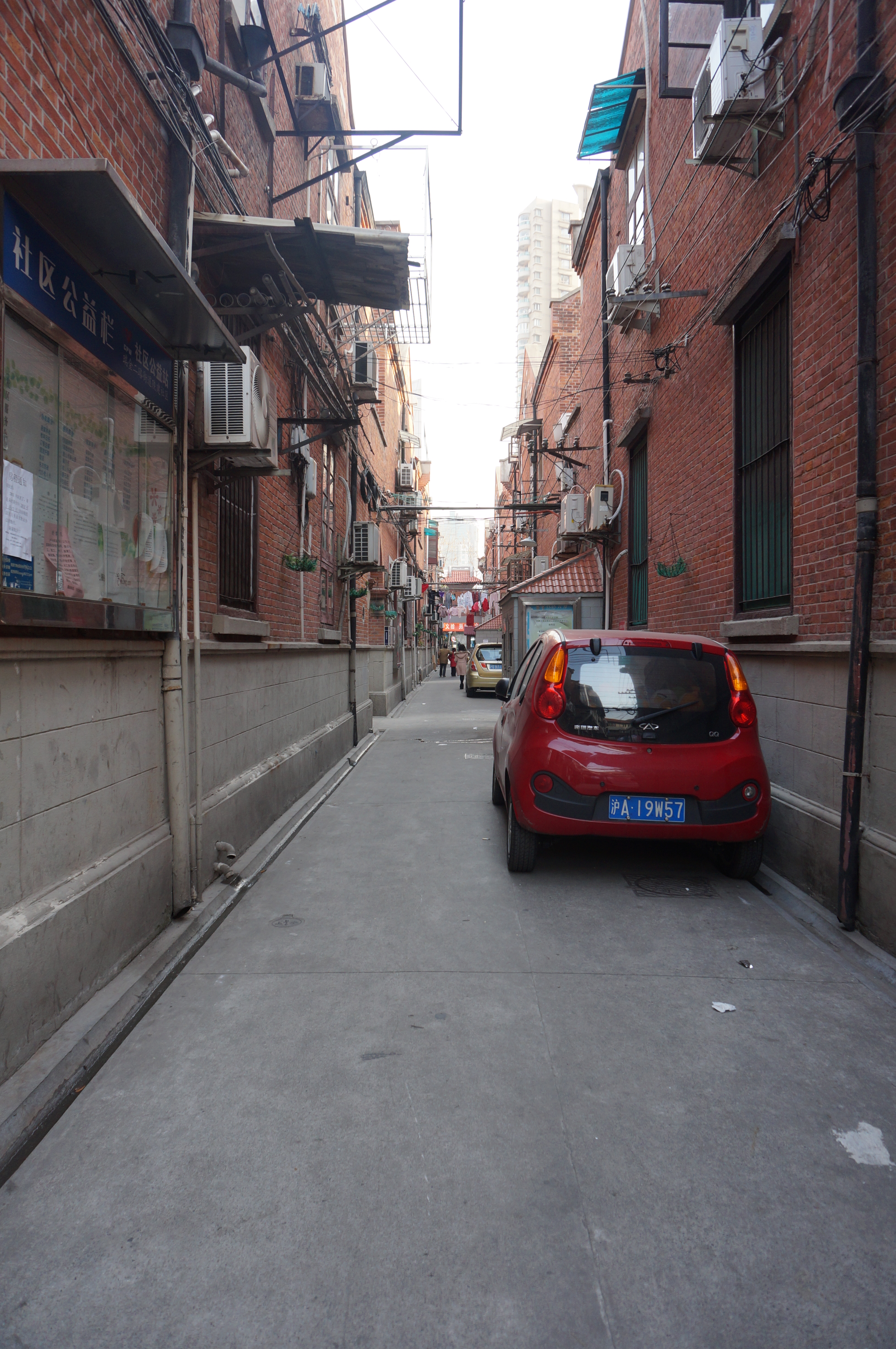
总弄
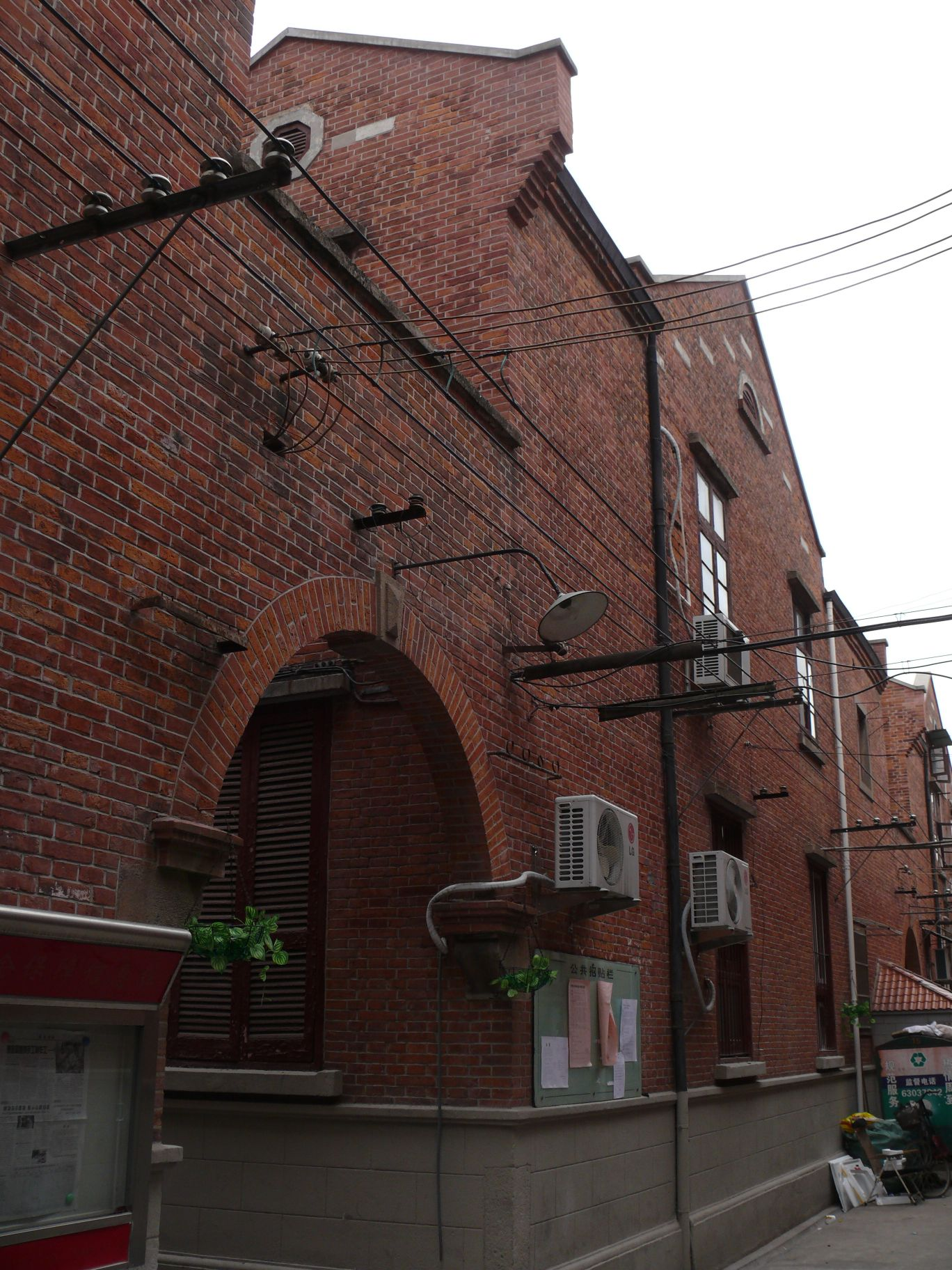
建筑山墙
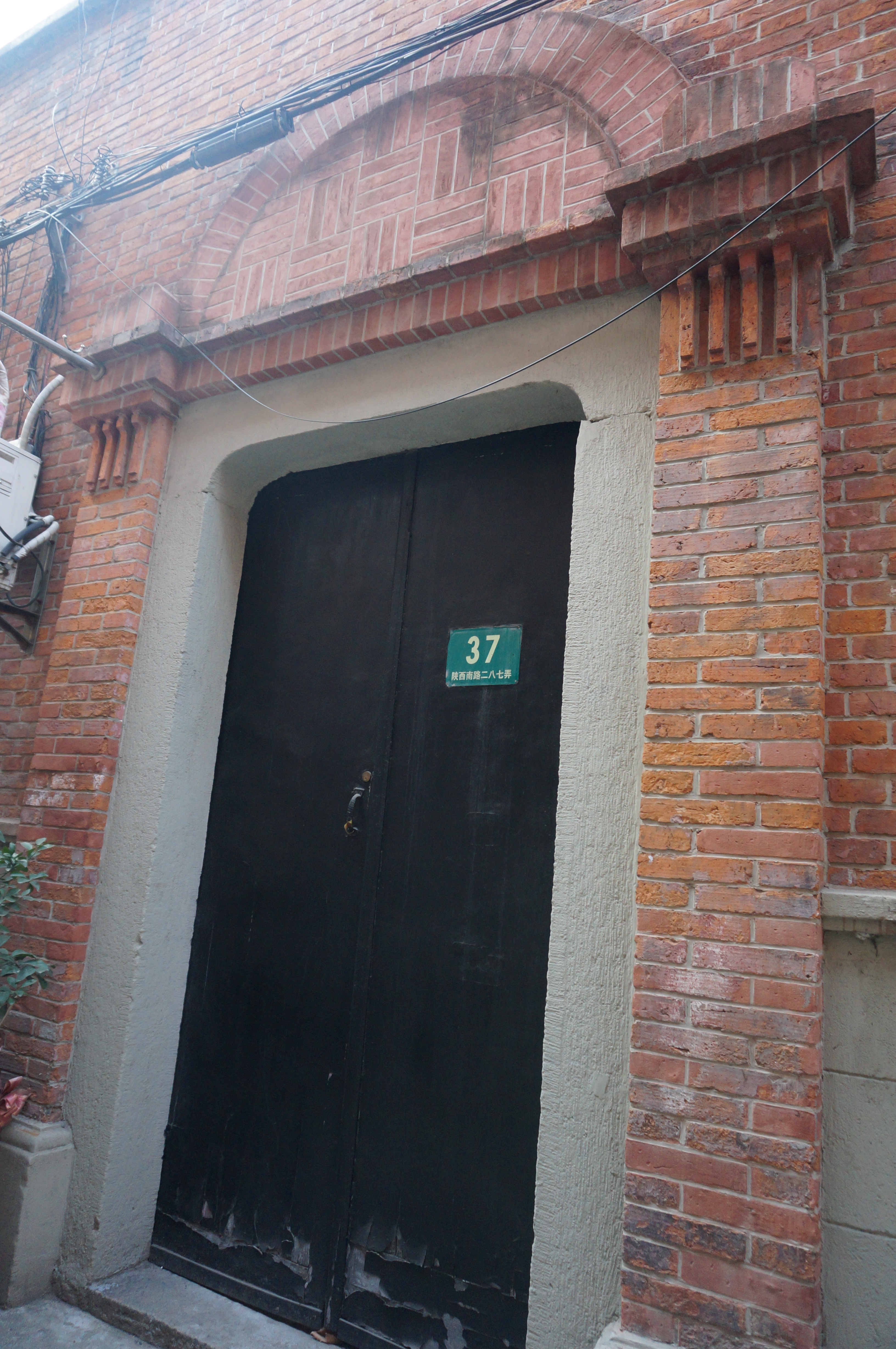
一处石库门大门